# Alex Goode
Pour les articles homonymes, voir Goode.
Ne doit pas être confondu avec Alex Goude.

a Compétitions nationales et continentales officielles uniquement.

b Matchs officiels uniquement.
Dernière mise à jour le 19 mars 2025.
Alex Goode, né le 7 mai 1988 à Cambridge (Angleterre), est un joueur international anglais de rugby à XV évoluant au poste d'arrière ou parfois de demi d'ouverture (1,81 m pour 90 kg). Il joue pour le club des Saracens, pour lequel il évolue depuis 2008.
Goode a joué en équipe d'Angleterre de 2012 à 2016, gagnant un Tournoi des Six Nations et participant à une Coupe du monde.

## Biographie
Touche à tout, Alex Goode participe à des compétitions scolaires d'athlétisme et joué au tennis pour son comté. Il intègre également l'école de formation du club de football d'Ipswich avant de se tourner vers le rugby à XV et de rejoindre le centre de formation de Bath Rugby. En 2008, il rejoint les Saracens. Demi d'ouverture de formation, il s'est replacé à l'arrière, poste où il joue depuis la majorité de ses matchs avec les Saracens. Alex Goode a fait ses débuts avec l'équipe première contre Bristol Rugby le 10 mai 2008. En décembre 2009, il signe un nouveau contrat de 3 ans et prolonge son aventure avec les Saracens.
Il est le neveu de Joanne Goode, qui a remporté la médaille de bronze olympique du double mixte lors des épreuves de badminton des jeux olympiques de Sydney en 2000.
À l'issue de la saison 2015-2016, il est nommé dans l'équipe type de Premiership.
En mai 2017, il est sélectionné dans le groupe des Barbarians par Vern Cotter pour affronter l'Angleterre, le 28 mai à Twickenham puis l'Ulster à Belfast le 1er juin. Titulaire lors du premier match, les Baa-Baas Britanniques s'inclinent finalement 28 à 14 face aux Anglais. De nouveau titulaire en Irlande, les Baa-Baas parviennent à s'imposer 43 à 28.
A l'issue de la finale de Coupe d'Europe, le samedi 11 mai 2019 à Newcastle, où les Saracens se sont imposés 20-10 devant la province irlandaise du Leinster, il fête son titre pendant plusieurs jours sans jamais quitter sa tenue de match.
Les Saracens réalisent une bonne saison 2019-2020 sur le plan sportif, cependant, le club est relégués administrativement en deuxième division à partir de la saison suivante à cause du non-respect du plafond salarial. Face à cette situation, Alex Goode choisit de prolonger son contrat avec son club formateur jusqu'en 2023 et de partir ensuite en prêt au Japon dans le club des NEC Green Rockets pour la saison 2020-2021, durant laquelle les Sarries jouent en Championship, la deuxième division anglaise,,. Après six matchs joués et 39 points marqués dans le championnat japonais, il retourne dans son club à la fin de la saison de Top League en mai 2021. Il est alors disponible pour les dernières rencontres de Championship de la saison et joue notamment la finale qui voit les Saracens affronter les Ealing Trailfinders et s'imposer facilement 60-0 à l'aller et 57-15 au retour. Les Saracens sont donc de retour en première division après seulement une saison jouée à l'échelon inférieur.
En 2021-2022, pour le retour des Saracens dans l'élite du rugby anglais, il joue 28 matchs, dont 26 en tant que titulaire et marque cinq essais. Son club est éliminé en demi-finale du Challenge européen par le RC Toulon. Cependant, en championnat il retrouve la finale de la compétition, trois ans après sa dernière, après avoir éliminé les Harlequins champions en titre. Pour cette nouvelle finale face à Leicester, Alex Goode est titulaire et joue toute la rencontre. Finalement, les siens sont battus en toute fin de match à cause d'un drop de Freddie Burns.
La saison suivante, en 2022-2023, Les Saracens sont d'abord éliminés en quarts de finale de la Champions Cup par le Stade rochelais mais atteignent ensuite la finale du championnat. Il est titulaire lors de cette finale remportée 35-25 face aux Sale Sharks.

## Statistiques en équipe nationale
- 21 sélections (15 fois titulaire, 6 fois remplaçant).
- 8 points (1 essai contre les Fidji en 2016 et 1 pénalité contre la France en 2014). Il a aussi marqué un essai contre les Crusaders avec l'Angleterre en tournée en 2014 mais celui-ci n'est pas officiellement considéré.
- Sélections par année : 6 en 2012, 7 en 2013, 3 en 2014, 3 en 2015, 2 en 2016.
- Tournois des Six Nations disputés : 2013, 2014, 2015, 2016.

En Coupe du monde :
- 2015 : 1 sélection (Uruguay)

## Palmarès

### En club
- Saracens
  - Vainqueur du Championnat d'Angleterre en 2011, 2015, 2016, 2018, 2019 et 2023
  - Vainqueur de la Coupe anglo-galloise en 2015
  - Finaliste de la Premiership en 2010 et 2014
  - Finaliste de la Coupe d'Europe en 2014
  - Vainqueur de la Coupe d'Europe en 2016, 2017 et 2019
  - Vainqueur du Championnat d'Angleterre de 2e division en 2021

### En équipe nationale
- Finaliste du Championnat du monde junior en 2008 avec l'équipe d'Angleterre des moins de 20 ans.
- Angleterre
  - Vainqueur de la Triple Couronne en 2014
  - Vainqueur du Tournoi des Six Nations en 2016 (Grand Chelem)

### Distinctions personnelles
- Membre de l'équipe type du Championnat d'Angleterre en 2016
- Trophée Anthony Foley du meilleur joueur européen en 2019